# Dyno
Een dyno in de klimsport betekent letterlijk een sprong. Iets wordt namelijk pas een dyno genoemd op het moment dat de klimmer helemaal, dus met alle ledematen van de muur komt. Deze techniek wordt vaak toegepast bij verre passen.
Er zijn verschillende soorten dyno's. In routes wordt er vaak gebruik gemaakt verticale dyno's, terwijl er bij dyno kampioenschappen juist gebruik wordt gemaakt van diagonale dyno's.